# Tulipa praestans
Espèce
Classification phylogénétique
Tulipa praestans est une espèce de plantes de la famille des Liliacées.